# Perverts
Perverts è il secondo album in studio della cantautrice statunitense Ethel Cain, pubblicato il 7 gennaio 2025 dall'etichetta discografica Daughters of Cain.
Il progetto, che presenta sonorità folk, ambient, drone e industrial, è stato accolto positivamente dalla critica specializzata.

## Descrizione
Cain ha registrato e prodotto Perverts a Coraopolis, Pennsylvania, e Tallahassee, Florida, tra il 2023 e il 2024. Contemporaneamente all'uscita del primo singolo Punish, Cain ha confermato che, nonostante i novanta minuti di durata, Perverts non è un album, pur non fornendo ulteriori dettagli su come debba essere catalogato.
Come confermato da NME nel novembre 2024, Perverts è un'opera autonoma e non segue la storia di Preacher's Daughter incentrata sul personaggio immaginario Ethel Cain. Prima della sua uscita, Cain ha fornito alcuni dettagli su Perverts, inclusi i temi che avrebbe esplorato, attraverso la pubblicazione di un racconto intitolato The Consequence of Audience.

## Tracce
Testi e musiche di Hayden Anhedönia.
1. Perverts – 12:04
2. Punish – 6:47
3. Housofpsychoticwomn – 13:36
4. Vacillator – 7:45
5. Onanist – 6:24
6. Pulldrone – 15:14
7. Etienne – 8:43
8. Thatorchia – 7:24
9. Amber Waves – 11:32